# August Hennings
August Adolph Friedrich Hennings (født 19. juli 1746 i Pinneberg, død 17. maj 1826 på Rantzau Slot) var en dansk civil embedsmand og forfatter, som tilhørte en gammel Ditmarskerslægt.

## Uddannelse
Han fødtes Pinneberg, fik af sin far, amtsforvalter og siden etatsråd Martin Nicolai Hennings, den omhyggeligste opdragelse, besøgte i to år gymnasiet i Altona, tog afsked derfra med en offentlig forsvaret latinsk afhandling om de danskes ældste Love og Sædvaner (1763), drog så til Göttingen, hvor han erhvervede sig en grundig juridisk og kameralistisk fagdannelse og, i marts 1766, udnævntes til dr. juris af den berømte Johann Stephan Pütter, der gav hans talent, flid og fine sæder et glimrende vidnesbyrd.
Inden Hennings forlod universitetet, havde Jean-Jacques Rousseaus bøger sat ild i hans blod og givet hans ånd en halv sværmende, halv revolutionær retning. Vendt tilbage til Pinneberg tilbragte han et langt, ufrivilligt otium med ørkesløse grublerier under læsning af oldtidens og samtidens filosoffer og digtere. 1768 tog han til København, følgende en indbydelse fra den jævnaldrende baron Ernst Heinrich von Schimmelmann. Forholdet førte snart til et entusiastisk forbund, der i Hennings øjne var bestemt til at sikre kontrahenterne en stor fremtid som statens reformatorer.

## Intriger ved det danske hof
Foreløbig måtte han dog overlade Johann Friedrich Struensee og hans venner affærerne og nøjes med tilskuerrollen. I maj 1770 var Hennings på en hofmaskerade blevet hemmeligt vidne til livlægens forhold til dronningen. Han røbede straks opdagelsen for skatmesteren, den ældre Schimmelmann, der foretrak at fjerne angiveren. Hennings måtte ufortøvet tage til Antvorskov som kongelig landmåler. Han deserterede i september og rejste til Holsten for at drage Schimmelmann ind i en med dennes søn spunden intrige imod usurpatoren. Forsøget glippede, og Hennings blev ved sin faders pludselige død (26. oktober 1770) for en tid revet ud af sine illusioner og tvunget til at søge Struensee—sin tidligere læge—om en stilling. I juni 1771 blev han arkivar ved det tyske Kammer.
Efter Struensees fald 17. januar kom han i november 1772 som legationssekretær til Berlin, hvor han som agent for Ernst Schimmelmann og medsammensvorne søgte at virke for planen til den forviste dronnings rehabilitering ved hemmelige, frugtesløse forhandlinger med den engelske gesandt Harris. Under sit 2-årige ophold i Berlin levede Hennings i fortrolig omgang med den som menneske og filosof beundrede Moses Mendelssohn, med hvem han siden vedligeholdt en levende forbindelse. Sin beundring for filosoffen på tronen nedlagde Hennings i et utrykt skrift om Frederik den Store af Preussens geni og statskunst. I sommeren 1775 kom han som chargé d’affaires til Dresden. Denne bys billedgalleri vakte hans interesse for kunsten, som han nu under omgang med betydelige kunstnere og egne forsøg ivrig studerede. Han forsømte heller ikke at sætte sig ind i den sachsiske industris tilstand og glemte ikke Adam Smith over Johann Joachim Winckelmann.

## Oplysningsværker
I oktober 1776 forlod Hennings Dresden og diplomatiet, vendte tilbage til København og trådte fra nytår 1777 ind i det af Ernst Schimmelmann overtagne Kommercekollegium som kommitteret for de tyske, udenlandske og konsulatssagerne, idet han tillige fik tilsynet med generalmagasinet og det københavnske fabrikvæsen.
Med hovedet fuldt af reformplaner begyndte den energiske, men af utålmodig ærgerrighed betagne unge mand samarbejdet med ungdomsvennen, men fandt sig snart utilfredsstillet ved den stærkt begrænsede indflydelse, som kunne indrømmes ham inden for den anviste virkekreds. Han søgte da at virke gennem litteraturen og udgav i 1778 bl.a. det smukke lille arbejde: Essai sur les arts et sur leurs progrés en Dannemarc. Samme år gav en embedsrejse til Stockholm ham lejlighed til at samle materiale til et muligvis nu tabt skrift om Sveriges handel og industri. Udnævnt til etatsråd i 1779 sendtes han til Jylland for der at undersøge industriens og husflidens tilstand og skilte sig med ære fra dette hverv.
Ved hjemkomsten udgav Hennings det opsigtvækkende skrift Olavides, hvori han—i tyske heksametre—udgød sin harme over den grusomme kætterdom, der nylig havde ramt denne spanske fremskridtsmand, og i et par tilføjede prosastykker (Ueber Duldung und Vorurtheile) slog til lyd for tankefriheden. Denne bog fik straks en hånsk og bitter anmelder i dr. theol. Johan Christian Schønheyder, der benyttede sin stilling som hofpræst til på høje steder at fremstille forfatteren som en maskeret religionsfjende, hvis afsættelse måtte tilrådes. Men Ove Høegh-Guldberg holdt sin hånd over kætteren, som ved sin patriotiske iver havde vundet magthaverens yndest og gennem en flittig brevveksling havde forstået at befæste sig i den. Hennings blev da ikke sine angribere svar skyldig, men gik teologen og hans filosofiske sekundant, professor Lars Smith, tappert på klingen i et par hvasse stridsskrifter. Imidlertid havde en heftig forelskelse givet Hennings stemning en blidere vending. Han forlod krigsstien, sluttede en slags fred med sine modstandere, holdt i oktober 1780 bryllup med sin udkårne, gehejmeraad Frederik Krabbes 19-årige datter Eleonora, og opnåede et halvt år efter udnævnelse som deputeret i Kommercekollegiet.

## Virke indtil 14. april 1784
Hennings higede bestandig videre. "Min Aand var saa urolig," tilstod han selv, "at alt, hvad Skæbnen bragte, stedse vilde have forekommet mig som intet, saa længe den ikke havde bragt alt." Dette "alt" var for Hennings at nå til magten ved Ernst Schimmelmanns side. Skatmesterens død (februar 1782) syntes et øjeblik at begunstige Hennings planer, men førte kun til et brud mellem Guldberg og Schimmelmann junior; på samme tid var denne ved sit andet ægteskab kommet i nye forbindelser, der fjernede ham fra Hennings, hvis stolte hensynsløshed ofte var faldet ham besværlig. Hennings drog sig såret tilbage fra vennen, fordybede sig i studier og forberedte en række større skriftlige arbejder, deriblandt en Englandshistorie (udgivet 1783), et værk over Ostindien i 3 bind (1784-86), en nationaløkonomi (1785) osv., mens han vedblev at søge støtte hos Guldberg. I 1784 havde han fået kammerherrenøglen og et kongeligt brev paa den første ledige gesandtpost, da kuppet den 14. april drog ham med i Guldbergs fald. Schimmelmann ofrede sin gamle ven for svogeren Johan Ludvig Reventlow, der skulde indtræde i Kommercekollegiet som deputeret foran Hennings. Da denne ikke ville lade sig degradere, måtte han fortrække. Sin gage beholdt han, men i stedet for den lovede gesandtpost fik han rejsepas som kommerceintendant i Hertugdømmerne, en stilling, som ikke betød andet end forvisning.

## Forvisning
Dette slag gjorde en brat ende paa Hennings lange storhedsdrøm og forbitrede for stedse hans liv, som han fra nu af betragtede som forfejlet. I august 1784 forlod han København og levede—efter et ophold i Altona—et par år i den stille by Slesvig, lige ivrig sysselsat som gartner og skribent. Til Christen Henriksen Prams og Knud Lyne Rahbeks Minerva leverede han mange bidrag, hvoraf nogle optoges i hans i 1787 udgivne Kleine ökonomische und kameralistische Schriften, I-II.
I marts 1787 udnævntes Hennings til amtmand i Plön og Ahrensburg og residerede derefter som myndig og nidkær embedsmand på det skønt beliggende Plön Slot i 20 år.
I denne af politisk gæring og åndelige brydninger bevægede periode var Hennings stærkt på færde. Hans pen var i stadig bevægelse og vakte hyppigt anstød. Det af ham i 1792-93 redigerede tidsskrift Schleswigsches Journal opbragte de tyske kredsfyrster, der fik dets trykning og salg forbudt i Holsten. Straks stiftede Hennings et nyt organ, månedsskriftet Genius der Zeit, som digteren Matthias Claudius ved dets første fremkomst søgte at mistænkeliggøre over for regeringen ), men som dog i sin 9-årige levetid (1794-1802) vandt ikke ringe tilslutning og opmærksomhed, navnlig på det politiske område, hvor Hennings indtog et fast stade som liberal monarkist. Gilbert du Motier, marquis de Lafayette, der under sit lange ophold i Holsten var kommen i nært forhold til Hennings, nævner ham i sine memoirer "homme d’un talent litéraire et d’un caractére très-distingués".
I æstetisk henseende var Hennings ikke rigtig fulgt med tiden. Da han dristede sig til at angribe Johann Wolfgang von Goethe, hævnede denne sig ved at indføre Hennings som "ci-de-vant Genius der Zeit" i sin Faust (Walpurgisnachtstraum). Ved sit skrift Ueber Adelsgeist und Aristokratismus (1792) havde Hennings pådraget sig en anonym udfordring af den norske general Johann Friedrich von und zu Mansbach. Hennings foretrak at afgøre mellemværendet i et nyt skrift (Meine Duellgeschichte, 1795), men fik derved en anden general, grev Carl Alexander von der Goltz, på halsen. Dennes henvendelse var ledsaget af trusler, der bragte Hennings til at påkalde regeringens og domstolenes beskyttelse; den nægtedes ham i unådige udtryk, men det store publikums dom var Hennings gunstig. Grevinde Charlotte Schimmelmann viste ved denne lejlighed Hennings sit i årenes løb forandrede sindelag og bidrog ved sine venskabelige breve til på ny at knytte det venskabsbånd, som hun fordum havde klippet over.

## Sidste tid
Da Hennings i året 1802 efter 16 års fraværelse tilbragte et kvart år i København, optaget af at iagttage forhold og tilstande —småt og stort --, men på samme tid opfyldt af fortidens levende erindring, fandt han på Sølyst Emilie Galottilkes hjertelige modtagelse og venlige forståelse. Tanken om Hennings mulige ansættelse i hovedstaden drøftedes endog mellem vennerne. Men derved blev det. Først i 1807 opnåede Hennings en forflyttelse ved udnævnelsen til administrator over grevskabet Rantzau. Det nye, anselige embede bragte ham ikke den søgte rolighed, men årelange bitre stridigheder og en tiltagende forstemthed, som hverken hans lykkelige familieliv eller fordybelsen i studier og litterære sysler kunne besejre. Men han holdt hovedet oppe, røgtede samvittighedsfuldt sit embede til det sidste og udgav skrifter og afhandlinger endnu i sit sidste leveår. 17. maj 1826 sov han stille og fredeligt hen. Han er begravet i Barmstedt.

## Gengivelser
- Portrætmaleri af Jens Juel (Runtoft)
- Silhouet af C. Limprecht ca. 1782
- Stik af F.W. Bollinger, 1799, efter maleri af Juel, 1784
- Afbildet på nogle satiriske stik 1787 og et udateret, "Pebersvenden"
- Stik af Gilles-Louis Chrétien efter tegning af Johann Schuly, 1795
- Stik af R.I.P. Seehusen, 1801, efter tegning af Juel
- Miniature